# Bracon lissaspis
Bracon lissaspis är en stekelart som beskrevs av Cameron 1909. Bracon lissaspis ingår i släktet Bracon och familjen bracksteklar. Inga underarter finns listade.